# Matelea gracieae
Matelea gracieae är en oleanderväxtart som beskrevs av G. Morillo. Matelea gracieae ingår i släktet Matelea och familjen oleanderväxter. Inga underarter finns listade i Catalogue of Life.